# HPP Open 2023
L' HPP Open 2023 è stato un torneo maschile di tennis professionistico giocato sul cemento indoor. È stata la 18ª edizione del torneo, facente parte della categoria Challenger 125 nell'ambito dell'ATP Challenger Tour 2023. Si è giocato al Tali Tennis Center di Helsinki, in Finlandia, dal 6 al 12 novembre 2023.

## Partecipanti

### Teste di serie
| Nazionalità | Giocatore          | Ranking* | Testa di serie |
| ----------- | ------------------ | -------- | -------------- |
| Rep. Ceca   | Tomáš Macháč       | 64       | 1              |
| Finlandia   | Emil Ruusuvuori    | 71       | 2              |
| Portogallo  | Nuno Borges        | 74       | 3              |
| Francia     | Alexandre Müller   | 83       | 4              |
| Spagna      | Jaume Munar        | 87       | 5              |
| Italia      | Flavio Cobolli     | 98       | 6              |
| Francia     | Arthur Rinderknech | 99       | 7              |
| Regno Unito | Liam Broady        | 100      | 8              |

* Ranking al 30 ottobre 2023.

### Altri partecipanti
I seguenti giocatori hanno ricevuto una wild card per il tabellone principale:
- Patrick Kaukovalta
- Mark Lajal
- Eero Vasa

Il seguente giocatore è entrato in tabellone come special exempt:
- Antoine Bellier

Il seguente giocatore è entrato in tabellone come alternate:
- Sumit Nagal

I seguenti giocatori sono passati dalle qualificazioni:
- Dennis Novak
- Oleksii Krutykh
- Alibek Kachmazov
- Maximilian Neuchrist
- Francesco Maestrelli
- Denis Yevseyev

Il seguente giocatore è entrato in tabellone come lucky loser:
- Stefano Travaglia

## Punti e montepremi
| Torneo    | Torneo              | V      | F      | SF    | QF    | 2T    | 1T    | Q | Q2  | Q1  |
| Singolare | Punti               | 125    | 75     | 45    | 25    | 11    | 0     | 5 | 2   | 0   |
| Singolare | Premi in denaro (€) | 19,650 | 11,570 | 6,850 | 3,990 | 2,345 | 1,420 | – | 710 | 355 |
| Doppio    | Punti               | 125    | 75     | 45    | 25    | –     | 0     | – | –   | –   |
| Doppio    | Premi in denaro (€) | 8,420  | 4,900  | 2,940 | 1,750 | –     | 990   | – | –   | –   |

## Campioni

### Singolare
Corentin Moutet ha sconfitto in finale  Sumit Nagal con il punteggio di 6–3, 3–6, 6–2.

### Doppio
Sriram Balaji /  Andre Begemann hanno sconfitto in finale  Jeevan Nedunchezhiyan /  Vijay Sundar Prashanth con il punteggio di 6–2, 7–5.